# Eusebio Ayala (district)
Eusebio Ayala is een gemeente (in Paraguay un distrito genoemd) in het departement Cordillera. Het is genoemd naar Eusebio Ayala, een vroegere president van Paraguay. Het is gelegen op ongeveer 72 km van Asunción, de hoofdstad van Paraguay. Eusebio Ayala werd in 1770 gesticht door gouverneur Carlos Morphi als "Barrero Grande". Tevoren werd het "San Roque en Barrero Grande" genoemd. De gemeente is 274 km² groot en telt 24.000 inwoners.
Eusebio Ayala ligt op de rechteroever van de Piribebuy. Het was de geboorteplaats van de bekende Chipa Barrero en is gelegen nabij Acosta Ñú, waar een groep kinderen verslagen werd tijdens de Oorlog van de Drievoudige Alliantie in 1865-1870. Tijdens deze slag, die plaatsvond op 16 augustus 1869, stonden 3.500 kinderen tegen 20.000 soldaten. Niettegenstaande hun heldhaftigheid, verloren de kinderen de strijd tegen de overmacht. De dag wordt in Paraguay herdacht als Kinderdag.
Eusebio Ayala is in heel Paraguay bekend vanwege de geurige "chipa"-maisbroodjes die er worden gemaakt. Het grootste deel van de bevolking van het district is er werkzaam in de landbouw.

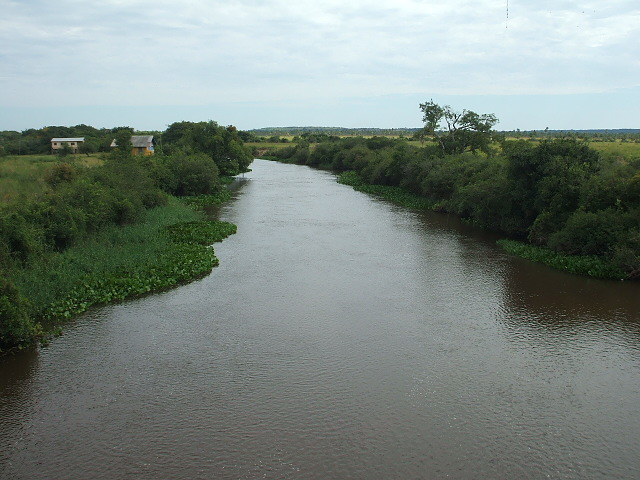
Arroyo

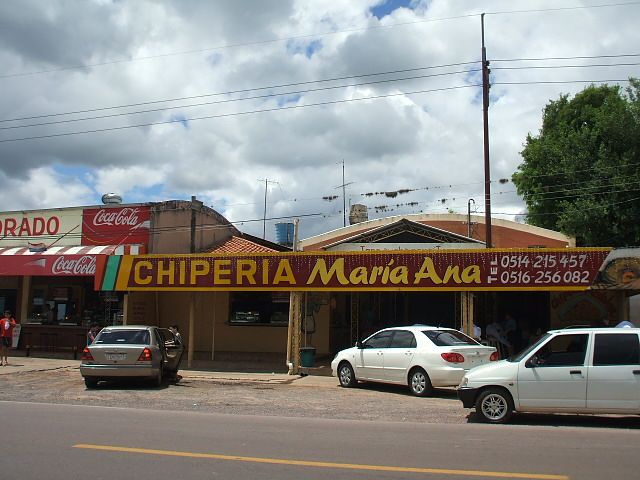
Chipaverkooppunt in Eusebio Ayala